# Шварцман Вікторій Фавлович
Вікторій Фавлович Шварцман (22 липня 1945, Нижній Тагіл — 27 серпня 1987, Москва
) — радянський астрофізик. Дитинство провів у Жуковському, школу закінчив у Чернівцях, випускник Московського університету, учень Якова Зельдовича, працював у ДАІШ і САО. Роботи в галузі теорії акреції на чорні діри та нейтронні зорі, теорії реліктового випромінювання та подвійних зоряних систем. Досліджував проблему пошуку позаземних цивілізацій.

## Біографія
Його батьки — лікар-пульмонолог Ревекка Мусіївна, з лікарської родини, і Фавл Лейбович Шварцман (1909—?), інженер у галузі літакових двигунів і син головного інженера заводів Hispano-Suiza в Буа-Коломбі, уродженці Бессарабії, переїхали до СРСР з Франції у 1933 році. До 1953 року родина жила в Жуковському, потім переїхала до родичів матері у Чернівці, де Вікторій у 1962 році закінчив середню школу.
Випускник фізичного факультету МДУ 1968 року. Член ВЛКСМ (1959—1973). Учень Якова Зельдовича. У 1971 році захистив кандидатську дисертацію. Працював у Державному астрономічному інституті при Московському університеті та у Спеціальній астрофізичній обсерваторії (станиця Зеленчуцька), керував групою релятивістської астрофізики.
Займався різними галузями астрономії, цікавився філософією, культурою, писав вірші. Покінчив життя самогубством.

## Пам'ять
- На його честь названий астероїд 633348 Шварцман[it], відкритий 2009 року в станиці Зеленчуцькій, де Шварцман колись працював[2]

## Публікації
- ADS NASA
- SPIRES